# Municipio de Chiautempan
El municipio de Chiautempan es uno de los 60 municipios que conforman al estado mexicano de Tlaxcala. Está situado en el extremo centro-sur del estado. Su cabecera es la ciudad de Chiautempan. El municipio es parte de la Zona Metropolitana de Tlaxcala-Apizaco.

## Geografía
Chiautempan colinda al norte con el municipio de Contla de Juan Cuamatzi, al noreste y ya en bosques del volcán Malintzin, con San José Teacalco; al sur y al este con San Francisco Tetlanohcan; al suroeste con La Magdalena Tlaltelulco; al oeste con el municipio de Tlaxcala y al noroeste con Apetatitlán de Antonio Carvajal.

## Demografía
De acuerdo a los resultados del Censo de Población y Vivienda de 2010 realizado por el Instituto Nacional de Estadística y Geografía, el municipio de Chiautempan tiene una población de 66 149 personas, de las cuales 31 651 son hombres y 34 498 son mujeres.

### Localidades
Según el Instituto Nacional de Estadística y Geografía (INEGI), en el territorio del municipio hay un total de 35 localidades. La mayoría de estas localidades son asentamientos y colonias irregulares, aunque el INEGI las considera como centros de población independientes. Teniendo en cuenta lo anterior, la población de las principales localidades, para el año 2020 era la siguiente:
| Localidad                             | Población |
| Total Municipio                       | 73 215    |
| Chiautempan                           | 48 030    |
| San Bartolomé Cuahuixmatlac           | 3 774     |
| San Pedro Tlalcuapan de Nicolás Bravo | 3 613     |
| San Pedro Muñoztla                    | 3 411     |
| Santa Cruz Tetela                     | 2 668     |
| San Pedro Xochiteotla                 | 2 421     |
| San Rafael Tepatlaxco                 | 2 003     |
| Guadalupe Ixcotla                     | 2 500     |
| Colonia Industrial localidad          | 73        |
| colonia el Alto                       | 73        |
| colonia Reforma                       | 73        |
| Santa cruz Guadalupe                  | 79        |
| Texcacoac                             | 73        |
| Xaxala                                | 73        |
| Tepetlapa                             | 73        |